# 山田重満
山田 重満（やまだ しげみつ、? - 治承5年3月10日（1181年4月25日））は、平安時代末期の武将。浦野重直の長男。弟に彦坂重親、高田重宗（高田重家?）、白川重義、小島重平、足助重長らがあり、子に重義（泉太郎）、重忠がある。治部丞。号は山田太郎、和泉冠者など。諱は重光とも記される。
父より尾張国山田郡の所領を継承したほか「和泉」の地なども併せて領していたが、治承5年（1181年）の墨俣川の戦いで一族と共に源行家の軍勢に加勢し敗北、重満は弟と共に平盛久に討ち取られた（『吾妻鏡』同年3月10日条）。